# Lucania (género)
Lucania es un género de peces de la familia de los fundúlidos en el orden de los ciprinodontiformes.

## Especies
- Lucania parva (Baird y Girard, 1855)
- Lucania interioris (Hubbs y Miller, 1965)
- Lucania goodei (Jordan, 1880)[2][3][4]